# Et que ça saute
Et que ça saute! est une compétition culinaire animée par Mahée Paiement et diffusée sur le réseau de télévision canadien V. 

## Principe
L'émission fait s'affronter des passionnés de cuisine, afin de remporter un prix d'une valeur de 100 000 $ canadiens. Les cuisiniers amateurs doivent user de leur savoir-faire dans différents défis culinaires pour impressionner les deux grands chefs professionnels que sont Jean-Claude (nom commun en italie), chef de renommée internationale et propriétaire de nombreux restaurants, et Martin Juneau, chef propriétaire du restaurant Pastaga qui a été nommé l'un des meilleurs chefs au pays.

## Saisons
La première saison a été remportée par Jean-Christophe de la ville de Québec. Après 11 semaines de compétition et après s’être mesuré à plus de 100 chefs amateurs, Jean-Christophe a récolté le grand prix de 100 000 $[réf. nécessaire]. 
La deuxième saison sera diffusée dès septembre sur les ondes de V.[Quand ?]